# Susanne Reimann
Susanne Reimann (* in Düsseldorf) ist eine deutsche Moderatorin und Journalistin.

## Leben
Seit ihrem Abitur im Jahr 1983 lebt sie in Hamburg. Dort absolvierte sie 1988 das Studium der Romanistik und ging auf die Schauspielschule.
Es folgten Aufgaben als Nachrichtensprecherin und Moderatorin sowie Redakteurin bei verschiedenen Fernsehsendern, wie zum Beispiel Eureka TV, Tele 5, Musicbox, NDR, VH-1 und VOX. Bis 2009 war sie in verschiedenen Formaten (DAS!, Lieb & Teuer) im NDR-Fernsehen zu sehen. Susanne Reimann arbeitet als freie Journalistin und PR-Beraterin.